# Rolf Fäs
Rolf Fäs (* 18. Oktober 1916 in Schöftland; † 24. Oktober 1983) war ein Schweizer Handballspieler.

## Leben
Fäs gehörte zum Aufgebot der Schweizer Handballnationalmannschaft bei den Olympischen Spielen 1936 in Berlin. Er gewann mit der Mannschaft die Bronzemedaille und absolvierte dabei alle fünf Spiele.